# Louis Denis Lalive de Bellegarde
Louis Denis Joseph Lalive de Bellegarde (Parigi, 1680 – Parigi, 3 luglio 1751) è stato un funzionario francese.

## Biografia
Figlio di Christophe Lalive (1637-1705), signore di Bellegarde e Champrenaud, direttore dell'Agenzia generale della valuta e impiegato della Camera di assicurazione, e di Anne de Léonart de La Nonain, Louis Denis Lalive de Bellegarde ottenne il titolo nobiliare in seguito all'acquisizione da parte del padre della carica di Consigliere-Segretario del Re, della Casa e della Corona di Francia e delle sue finanze.
Direttore delle fermes delle Fiandre a Lilla dal 1708, all'epoca era un fermier général e accumulò una fortuna considerevole.
Sposò a Valenciennes il 2 luglio 1720 Marie Thérèse Josèphe Prouveur du Pont (1696-1743), figlia di Georges-André Prouveur, signore di Pont, e Marie Pétronille Lefébure. Hanno avuto sei figli:
- Louis François Lalive de Labriche (1721-1753), monaco premostratense;
- Denis Joseph Lalive d'Épinay (1724-1782), fermier général, marito della celebre Madame d'Épinay;
- Ange Laurent de Lalive de Jully (1725-1779), introduttore degli ambasciatori e celebre appassionato d'arte;
- Marie Françoise Charlotte Lalive de Bellegarde (1728-1786), che sposa in prime nozze Jacques III Pineau de Viennay, barone di Lucé (1709-1764) poi in seconde nozze Claude, visconte di La Châtre (1734-1821);
- Élisabeth Sophie Françoise Lalive de Bellegarde (1730-1813), contessa d'Houdetot per matrimonio;
- Alexis Janvier Lalive de La Briche (Parigi, 13 febbraio 1735 - Zurigo, 31 maggio 1785), introduttore degli ambasciatori, sposò Adélaïde Prévost il 4 aprile 1780, personalità di spicco all'inizio del XIX secolo. La loro figlia Charlotte-Joséphine sposò Louis-Mathieu Molé.

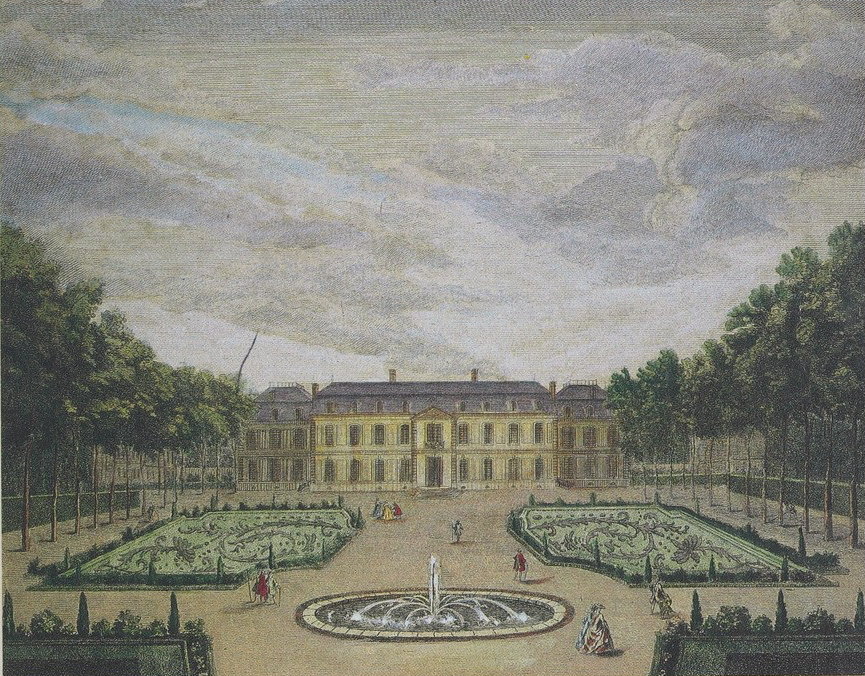
Castello della Chevrette

Possedette il castello della Chevrette a Deuil-la-Barre, acquistato dalla famiglia Machault d'Arnouville.